# Gramadliwa
Gramadliwa (bułg. Грамадлива) – schronisko turystyczne w Starej Płaninie w Bułgarii.

## Opis i położenie
Schronisko jest położone we wschodniej części trewneńskiej Starej Płaniny, u północno-wschodnich podnóży szczytu Gramadliwej. Jest to dwupiętrowy budynek o pojemności 40 miejsc w pokojach 2-, 3-, 4- i 6-osobowych, z zewnętrznymi węzłami sanitarnymi i umywalniami. Budynek ma dostęp do wody bieżącej i prądu; ogrzewany jest piecami. Dysponuje kuchnią turystyczną i jadalnią. Do schroniska dociera się drogą gruntową (3 km) z Przełęczy Republiki. Zimą jest ogrzewana centralnym ogrzewaniem. Do dyspozycji gości są liczne obiekty sportowe i rozrywkowe, a dla dzieci wybudowano miejsca zabawy.
Celem przybliżenia zachowanej dzikiej przyrody wybudowano szlak ekologiczny Gramadliwa, zapewniający dostęp do atrakcji przyrodniczych i chronionych gatunków, którym w okolicy można dojść do jeziora Mandra. W jego pobliżu znajduje się miejsce, gdzie dziś wznosi się pomnik z białego kamienia, ukazujący miejsce głównego obozu rosyjskich żołnierzy, wywiadowców z rosyjsko-tureckiej wojny wyzwoleńczej. Dla odpoczynku wybudowano fontanny, ławki, pola namiotowe, miejsca pod ogniska, punty widokowe. Zimą są warunki do uprawiania sportów zimowych na znajdującej się w pobliżu schroniska nartostradzie. Schronisko jest na trasie europejskiego długodystansowego szlaku pieszego E3 ( Kom – Emine).
Sąsiednie obiekty turystyczne:
- noclegowni turystyczna na dworcu w Krystcu – 3,30 godz.
- schronisko Chimik (Chemik) – 30 min
- schronisko Predeła – 1 godz.
- schron Butora – 4,30 godz.
- ośrodek narciarski Gramadliwa – 15 min.

Szlaki są znakowane.
Punkt wyjściowy: Przełęcz Republiki – 1 godz pieszo znakowanym szlakiem (3 km drogą gruntową).